# La Fille de l'assassin (téléfilm)
Pour les articles homonymes, voir La Fille de l'assassin.
Pour plus de détails, voir Fiche technique et Distribution.
La Fille de l'assassin est un téléfilm franco-belge réalisé en 2023 par Carole Kornmann sur un scénario de Natalie Carter et Ève de Castro, et diffusé pour la première fois en Belgique le 25 novembre 2023 sur La Une et en France le 27 mars 2024 sur France 2.
Cette fiction, adaptée du thriller La Fille sans visage de Patricia MacDonald (publié chez Albin Michel en janvier 2005), est une coproduction de La Boîte à Images, France Télévisions, Be-FILMS et la RTBF (télévision belge) pour France 2,,,,,.

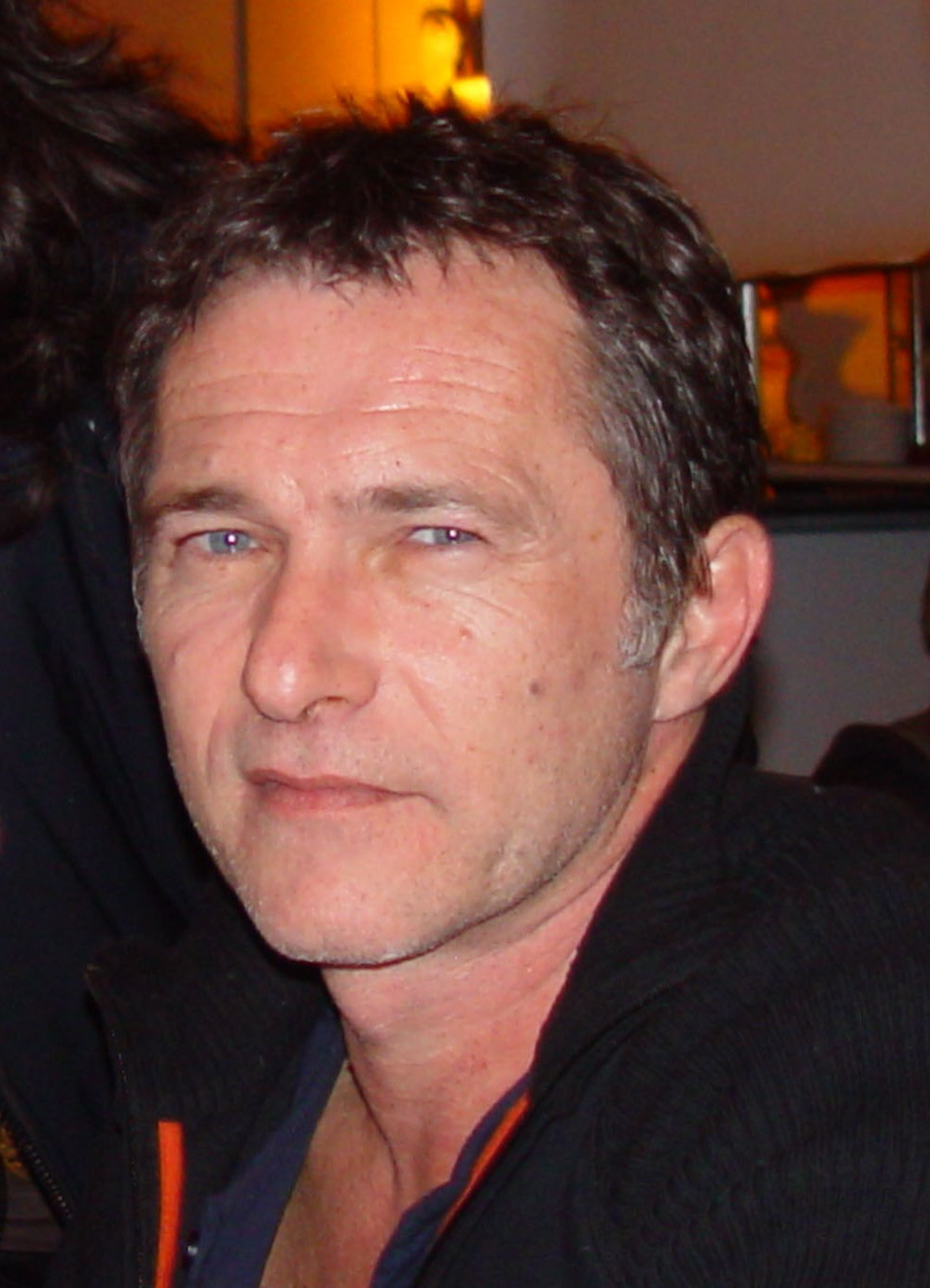
Bruno Wolkowitch.

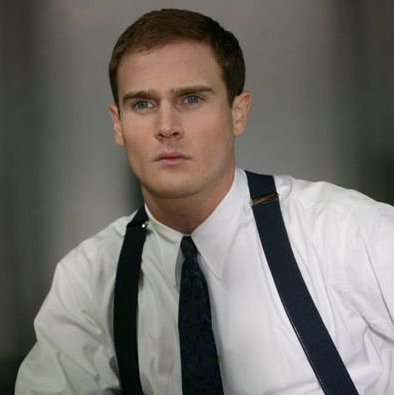
Nicolas Gob.

## Synopsis
Pierre Adelin sort en libération conditionnelle de la prison où il purge quinze ans pour le meurtre de sa femme, alors qu'il  clame toujours son innocence.
Seule sa fille Nina est persuadée de son innocence et lui apporte un soutien sans faille, au contraire de ses deux frères, Patrick, l'aîné, qui est persuadé de la culpabilité de son père et a coupé les ponts avec lui, et Alexandre, le cadet, qui souffre de problèmes de drogue.
Nina peut compter sur le soutien Martial Belaï, le psychiatre de Pierre durant son séjour en prison.

## Fiche technique
Sauf indication contraire, les informations mentionnées dans cette section peuvent être confirmées par les bases de données cinématographiques IMDb et Allociné,  présentes dans la section « Liens externes ».
- Titre français : La Fille de l'assassin
- Réalisation : Carole Kornmann[1],[2],[3],[4],[5],[7]
- Scénario : Natalie Carter et Ève de Castro[2],[3],[4],[5],[7]
- Musique : Philippe Miller[8]
- Décors : Sylvie Monbel[8]
- Costumes : Marie-Noëlle Van Meerbeeck[8]
- Photographie : Bruno Privat[8]
- Son : Fabien Luth et Benjamin Van de Wiele
- Montage : Caroline Lefèvre[8]
- Production : Mathilde Muffang[2]
- Sociétés de production : La Boîte à Images, France Télévisions, Be-FILMS et la RTBF[1],[2],[3],[6],[7]
- Pays de production :  France /  Belgique[1]
- Langue originale : français
- Format : couleur
- Genre : Thriller[3],[9]
- Durée : 90 minutes[2],[3],[5]
- Dates de première diffusion :
  - Belgique : le 25 novembre 2023 sur La Une
  - France : le 27 mars 2024 sur France 2[10],[7],[11],[12]

## Distribution
- Chloé Chaudoye : Nina Fille de Pierre et sœur de Patrick et Alexandre
- Bruno Wolkowitch : Pierre Adelin, le père de Patrick, Alexandre et Nina
- Nicolas Gob : Patrick, frère aîné de Nina et Alexandre
- Emmanuel Bordier : Alexandre, frère de Patrick et Nina
- Samir Boitard : Martial Belaï, le psychiatre de Pierre durant son séjour en prison
- Barbara Probst : Alix, la compagne de Patrick
- Ann Gisel Glass : Charlotte, la tante de Nina
- Alexandre Carrière : commandant Perrin
- Nathalie Desrumaux : Rose
- Pierre-Yves Kiebbe : Georges
- Fanny Chevalier : Julia Adelin

## Production

### Genèse et développement
Le scénario est l'œuvre de Natalie Carter et Ève de Castro, et la réalisation est assurée par Carole Kornmann,,,,.
La production est assurée par La Boîte à Images et La fabrique pour France 2,,.

### Attribution des rôles
Aux côtés de Bruno Wolkowitch, Chloé Chaudoye, connue pour son rôle de la psy dans la période années 1970 de la série Les Petits Meurtres d'Agatha Christie, décroche son premier rôle principal dans un téléfilm avec La Fille de l'assassin,,,.
Le choix de la production pour l'interprète du personnage principal s'est vite fixé sur Chloé Chaudoye : « Nous recherchions une comédienne capable de porter un rôle principal - donc avant tout une bonne comédienne. Après avoir fait des essais avec cinq ou six actrices, Chloé s'est clairement imposée ». La comédienne précise : « On est totalement à l'opposé du personnage des Petits Meurtres…. Ça fait du bien aussi. C'est la première fois que je reçois une proposition pour un premier rôle à l'écran. Sans parler d'appréhension, je suis toujours dans le doute, j'ai le trac, tout simplement parce que j'aime ce que je fais. Un rôle, c'est toujours une responsabilité, une pression, qu'il soit principal ou pas. On se demande comment ça va se passer avec l'équipe, si on va trouver de la complicité avec les comédiens… c'est toujours compliqué ».
Le rôle du père de Nina est confié à Bruno Wolkowitch : « Une chose m'a particulièrement intéressée - parce que je n'ai pas eu souvent l'occasion de le faire - c'est incarner un monsieur "normal". Dans le choix des costumes, du physique, c'est un homme qui n'a aucun type de séduction. Il est en recherche d'une vérité intérieure qu'il arrivera – ou pas – à établir ».

### Tournage
Le tournage se déroule du 3 au 31 mars 2023 à Lille et dans sa région,,,,, entre autres à Wambrechies et à Linselles.

## Accueil

### Diffusions et audience
En Belgique, le téléfilm, diffusé le 25 novembre 2023 sur La Une, est regardé par 202 049 téléspectateurs et se classe deuxième en termes d'audience.
En France, diffusé le 27 mars 2024 sur France 2, il est regardé par 4 290 000 téléspectateurs et se classe premier en termes d'audience.

### Accueil critique
Pour le magazine Moustique, ce téléfilm offre un rôle touchant à Bruno Wolkowitch (Pierre), bien accompagné par Chloé Chaudoye (Nina) et le Belge Nicolas Gob (Patrick).
Pour Isabelle Dhombres, du magazine Télé-Loisirs, « La précision de la mise en scène de Carole Kornmann – qui signe là sa première réalisation – s’adapte au cahier des charges inhérent au format, tout en illuminant d'humanité ses deux personnages principaux, en laissant place aux silences. Le soin particulier porté aux flashbacks lui permettent également de rester au service de l'intrigue, sans pour autant encombrer la narration. Artisan indispensable à la réussite de cette adaptation, les comédiens de cette famille décomposée apportent chacun leur touche avec justesse et sobriété, évitant habilement les sorties de routes. Quant à Chloé Chaudoye, bien connue des fidèles de la série Les petits meurtres d’Agatha Christie 70's, sa composition sans égo ni fioritures, déclenche une empathie immédiate. Sa complicité avec Bruno Wolkowitch, pierre angulaire du film, éclaire le récit sur toute sa longueur, survivant à moult rebondissements ».
Jean-Christophe Nurbel, du site Bulles de culture, est moins enthousiaste : « Si ce thriller familial ne manque pas d'un peu de suspense, La fille de l'assassin peine malgré tout à captiver avec son intrigue lente et ses personnages manquant de nuances. Dommage ».
Pour Télé 7 jours, La Fille de l'assassin est « un thriller glaçant avec pour toile de fond de sombres secrets de famille. Si Bruno Wolkowitch, dans ce rôle de médecin que tout accable, confirme son immense talent, celui de Chaudoye apparait comme un évidence ».
De son côté, Télé 2 semaines met en exergue  « un drame poignant et des comédiens impeccables ».

## Distinctions
- Festival Polar de Cognac 2023 : grand prix[22]